# Ciofu, Telenești
Ciofu este un sat din cadrul comunei Zgărdești din raionul Telenești, Republica Moldova.